# ヌレーチ
ヌレーチ（イタリア語: Nureci）は、イタリア共和国サルデーニャ自治州オリスターノ県にある、人口約300人の基礎自治体（コムーネ）。

## 地理

### 位置・広がり

#### 隣接コムーネ
隣接するコムーネは以下の通り。括弧内のSUは南サルデーニャ県所属を示す。
- アッソロ
- ジェノーニ (SU)
- ラーコニ
- セーニス